# Le Pont du roi Saint-Louis
Cet article concerne un roman. Pour la première adaptation cinématographique, voir Le Pont du roi Saint-Louis (film, 1929). Pour le remake de 1944, voir Le Pont du roi Saint-Louis (film, 1944). Pour le remake de 2004, voir Le Pont du roi Saint-Louis (film, 2004).
Le Pont du roi Saint-Louis (The Bridge of San Luis Rey) est un roman historique de l'écrivain américain Thornton Wilder, publié en 1927.

## Résumé
Situé au début du XVIIIe siècle, le récit met en scène plusieurs voyageurs, d'origines et de classes sociales différentes, qui meurent dans l'effondrement d'un pont inca de cordes au Pérou. Un religieux, témoin de la scène et qui croit à un plan divin pour chaque être humain, y voit l'occasion de démontrer que chaque victime ne s'est pas trouvée là par hasard. Il va donc enquêter pour trouver dans la vie de chacune d'elles les raisons de sa présence sur le pont. Le récit s'attache dès lors à décrire l’enchaînement des événements qui ont amené chacune des personnes à être présente sur le pont au moment tragique à travers leur personnalité et les choix de vie qu'elles ont faits.

## Thème
L'ouvrage explore le problème du mal, et cherche la raison du malheur de personnes "innocentes" ou estimées telles.

## Sources historiques
Le récit est basé sur deux personnages historiques, Manuel de Amat y Juniet, vice-roi du Pérou, et sa maîtresse une chanteuse d'opéra, Camila Périchole (Micaela Villegas de son vrai nom) qui a inspiré une pièce de théâtre à Prosper Mérimée : Le Carrosse du Saint-Sacrement.

## Prix et récompenses
- Il a reçu le Prix Pulitzer du roman en 1928.

## Éditions françaises
- Traduction de Maurice Rémon, Paris, Albin Michel, 1929 ; réédition Le Livre de poche no 3486, 1973 ; réédition avec une préface inédite de Russell Banks, Paris, Livre de poche. Biblio no 30181, 2005  (ISBN 2-253-13093-1)
- Traduction de Julie Vatain-Corfdir, Paris, L'Arche, 2014  (ISBN 978-2-85181-811-9)

## Adaptations

### Au cinéma
- 1929 : Le Pont du roi Saint-Louis (The Bridge of San Luis Rey), film américain réalisé par Charles Brabin, avec Lili Damita et Ernest Torrence
- 1944 : Le Pont du roi Saint-Louis (The Bridge of San Luis Rey), film américain réalisé par Rowland V. Lee, avec Lynn Bari et Akim Tamiroff
- 2004 : Le Pont du roi Saint-Louis (The Bridge of San Luis Rey), film hispano-britannico-français réalisé par Mary McGuckian, avec Robert De Niro, F. Murray Abraham et Kathy Bates

### Au théâtre
- 2004 : Le Pont de San Luis Rey d'Irina Brook